# 崔东壁遗书
《崔東壁遺書》，即清代崔述著述十九種。崔述亡故後，其門生陳履和加以整理並刊刻。遺書又以《考信錄》三十二卷最重要。
崔述是举人出身，历官福建罗源等知县。乾隆五十七年，陳履和在北京會試，看了崔述的《朱泗考信錄》書稿，極為佩服，立即拜崔述為師。嘉庆六年，崔述以老病乞休，以著述自娱。崔述生平极少与人交游，崔述与陈履和相聚只有两个多月，以后就不再见面。嘉庆二十年（1815），临终前将自己的书装为九函，留下遗嘱，“吾生平著书三十四种，八十八卷，俟滇南陈履和来亲授之”。嘉庆二十一年（1816年），二月卒。崔述死后第二年，陈履和至彰德，辑其遗稿，道光四年（1824年），陈履和在浙江金华府东阳县知县任上，竭尽财力付梓刻印《崔东壁遗书》。《东壁遗书》刻印之后，在当时并未引起人们的注意。陳履和曾說：“其持論實不利於場屋科舉，以故人鮮信之，甚有摘其考證最確，辨論最明之事，而反用以詆毀者。四海之大，百年之久，必有真知。”
日本学者那珂通世从汉学家狩野直喜那里获赠《崔东壁遗书》，並於1903年将《崔东壁遗书》加上标点后排印出来，引起日本汉学界的重视。1921年顾颉刚從胡適處得到《崔東壁遺書》。是年顾颉刚开始标点、整理《崔东壁遗书》。1936年由上海亚东图书馆出版，1983年由上海古籍出版社重印。